# Memorial de Piano Isidor Bajic
El Memorial de Piano Isidor Bajic es un concurso internacional de piano serbio fundado en 2002 en homenaje al compositor serbio Isidor Bajic (1878-1915). Se celebra cada dos años en Novi Sad.

## Ganadores
- 2002  Predrag Jovanovic
- 2004  Mladen Colic
- 2006  Sofya Lisitsa
- 2008  Antonii Baryshevskyi
- 2010  Poom Prommachart
- 2012  Kumi Matsuo
- 2014  Evgeni Starodubtsev